# Arroyomolinos de la Vera
Arroyomolinos de la Vera és un municipi de la província de Càceres, a la comunitat autònoma d'Extremadura (Espanya). Limita amb Barrado, Gargüera de la Vera, Piornal, Pasarón de la Vera i Tejeda de Tiétar. És travessat pel riu Tiétar.